# Шалый
Шалый (Шалай) — упоминаемый в Государевом родословце предок дворянских родов Шепелевых, Новосильцевых и Нестеровых.
В Бархатной книге (конец XVII века) Шалай превратился в некого Шеля, в крещении Юрия, который в 1375 г. якобы выехал из Швеции сначала в Польшу, а потом в Москву. В Родословной книге князя М.А. Оболенского записано: к литовскому князю Ольгерду приехал из Немец муж честен, с своею вотчиною. имя ему Шелф и в Литве крестился, имя ему Егорей. А из Литвы приехал к Москве служить великому князю Дмитрию Ивановичу Донскому и в лето 6883 (1375г.)  был боярином. И от него пошли Новосилских.
Ещё позднее Шеля приверстали к сыновьям Облагини, якобы выехавшего из Швеции в то же самое время.
Как отмечал С. Б. Веселовский, метаморфоза Шалого в свейского немца Шеля — столь же «наивное превращение русского слова в иностранное», как и приписывание Андрею Кобыле прусского родителя по имени «Камбила». Ещё один Шалай (или Шалый) упоминается в Тысячной книге (1550) как младший брат «Чюдина Григорьева сына Новокщонова».
Из потомков Шалая род Новосильцевых занял высокое положение при дворе великих князей и на протяжении всего XV века имел своих представителей в Боярской думе. Его родоначальником считается сын Шалая, Яков Новосилец, первый известный по имени воевода серпуховский (на службе у князя Владимира Андреевича).